# سرژی آگوستی
سرژی آگوستی (کاتالونیایی: Sergi Agustí؛ زادهٔ ۱۹۶۷) کارگردان فیلم اهل اسپانیا است که مستندهای متعددی در کشورهای آفریقایی از جمله سیرالئون، اتیوپی و جمهوری کنگو ساخته است.
سرجی آگوستی در سال ۱۹۶۷ در بارسلون به دنیا آمد. او سال‌ها به‌عنوان عکاس فعالیت می‌کرد. آثار مستند او به مسائل اجتماعی می‌پردازد، اما نگاهی خوش‌بینانه‌تر به آفریقا دارد؛ نگاهی که با دیدگاه معمول دیگر ناظران تفاوت دارد.
فیلم شهر آزاد (۲۰۰۹) اثر آگوستی، بازسازی سیرالئون پس از ده سال جنگ داخلی را به تصویر می‌کشد. این مستند به مدت پنج سال عکاس پپ بونه، کارهای او و تعاملاتش با مردم و مکان‌های سیرالئون را دنبال می‌کند و هم‌زمان، ویرانی‌های ناشی از جنگ و امید بازماندگان را نشان می‌دهد. این اثر با مقاله تصویری پپ بونه تکمیل می‌شود که با ترکیبی از احساس و واقعیت، دیدگاه تازه‌ای از شرایط سیرالئون ارائه می‌دهد.
از فیلم‌های دیگر وی می‌توان به «یک هدف» (۲۰۰۸) اشاره نمود.